# 普什馬河
普什馬河是俄羅斯的河流，屬於尤格河的右支流，由基洛夫州負責管轄，河道全長171公里，流域面積2,520平方公里，河水主要來自融雪，每年十月至翌年五月結冰。